# Athaulf nyugati gót király
Athaulf, más írásmóddal Ataulf, Athavulf, Atawulf (372? – 415. augusztus 15.) nyugati gót király 410-től haláláig.

## Hatalomra kerülése
Elődje és sógora, Alarich Róma második megtámadásakor az ellencsászárrá tett Priscus Attalus segítségével a palotaőrség parancsnokává választatta Athaulfot, akit Alarich halála után a gótok új királyukul választottak, aki a Balt-nemzetségből származott, akárcsak elődje. Athaulf gót-hun és alán fegyvereseivel jelen volt Róma harmadik megtámadásánál és kifosztásánál, valamint Alarich halálánál is, mely akkor következett be, amikor éppen át akartak kelni Szicíliába és Afrikába, hogy gabonát szerezzenek. Egy vihar tönkretette a hajókat, ezért az új király lemondott a tengeri átkelés tervéről.
Észak felé indult, áthaladt Torinón és eljutott a Rhone deltájánál fekvő Arles városáig, majd a tengerparton vonult tovább Barcelona felé. A Pireneusokon át 412-ben elérte Toulouse-t, mely város a nyugati gót királyság első fővárosa lett. Bár Honorius császár minden tárgyalást elutasított Alarichhal, Athaulffal hajlandó volt egyezkedni. Kinevezte hadvezérré, és Galliába és Hispániába küldte, hogy a barbárok ellen hadakozzon. Galliában ekkor már csak a burgundok éltek, mivel a vandálok Andalúziába, az alánok Luzitániába, a svévek pedig Galiciába húzódtak. Athaulf nagyjából Dél-Gallia provinciát foglalta el, a Rhone és a Garonne, valamint a Pireneusok közti területet.

## Házassága
Athaulf 414-ben Narbonne-ban feleségül vette Galla Placidiát, Theodosius lányát és Honorius húgát. Galla Placidia igen szép és művelt volt és a gótok nagy becsben tartották. A korabeli szerzők írásai alapján valószínűsíthető, hogy házasságuk nem kényszerből köttetett, hanem szerelmi házasság volt. Ezek a szerzők Athaulfot is igen szép, intelligens gondolkodású férfinak írják le. Orosius részletesen leírta az esküvőt: Athaulf római ruhát öltött, Galla Placidia a főhelynek számító császári ágyon ült és ötven fiatal rabszolga hordta elé a nászajándékokat: ötven aranytálat, amik a Róma kifosztásából származó arannyal és drágakövekkel voltak tele. Mindeközben az Alarich által választott, majd trónjától megfosztott volt ellencsászár, Attalus nászdalokat énekelt.
Az akkori római császárok nem ellenezték a császári ház és a barbárok közötti házassági kapcsolatot, feltéve, ha a barbár előkelő ranggal és megfelelő kultúrával rendelkezett. Azonban Athaulf és Galla Placidia esküvője a császár engedélye nélkül ment végbe. Galla Placidiát egy patricius, Constantinus szerette volna feleségül venni. Amikor tudomására jutott a házasság híre, elérte, hogy a császár és a gót király szakítson egymással. Athaulf válaszként újból császárrá tette Attalust. Constantinus megindult seregével Narbonne ellen, Attalust elfogták , Ravennába vitték, ahol a triumfuson gúnyolódtak rajta, majd a Lipari-szigetekre száműzték.

## Halála

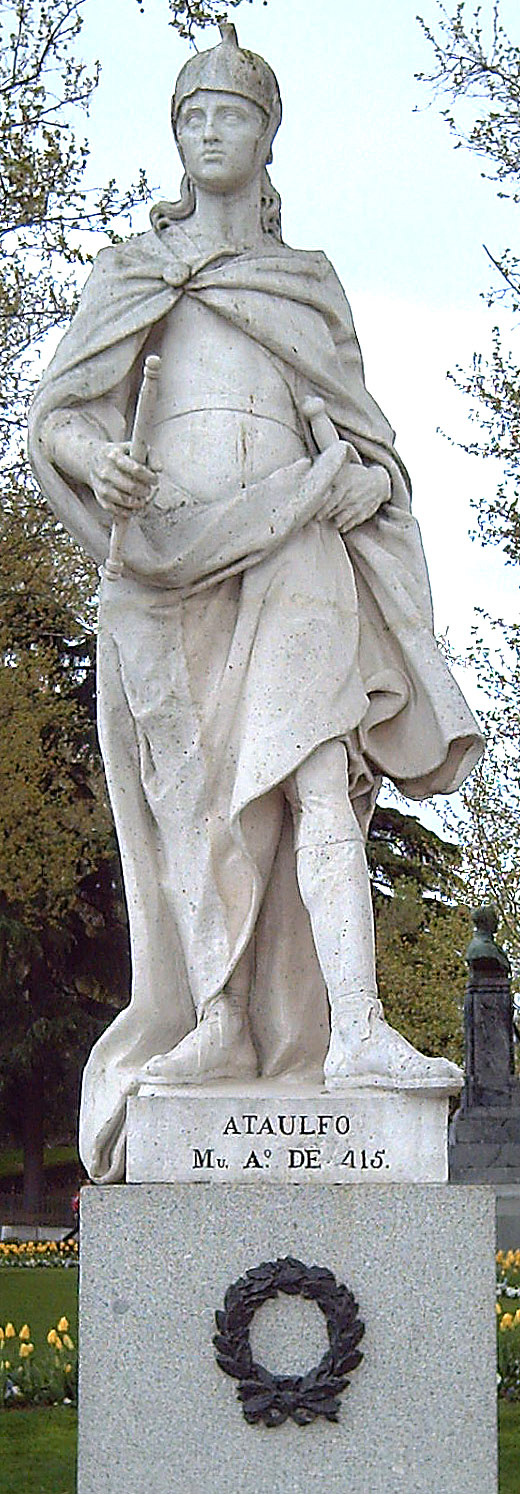
Athaulf szobra Madridban. Felipe de Castro alkotása, 1750-53

Athaulf ezután Hispániába ment, ahol a vandálokkal háborúzott "kincseit és a harcra nem alkalmas népet Barcelonában hagyva". 415-ben Galla Placidia fiút szült, de a gyerek hamarosan meghalt. Ugyanebben az évben Athaulfot is meggyilkolták. Jordanes így ír erről: "a vandálokkal sokáig hadakozván, a harmadik évben, miután Galliát és Hispániát meghódította, Euervulf kardjától meghalt, aki ágyékát átdöfte, minthogy termetén gúnyolódni szokott". Egy domesticusa, azaz magánhadseregének katonája ölte meg ágyékon szúrva, mivel ennek előző urát a király megölette. Az ilyesfajta hűséggyilkosságok abban a korban igen gyakoriak voltak. A merénylet elkövetésében szerepe volt annak a Sarusnak, aki Alarich és Athaulf ellensége volt, mivel ő védte Ravennát, Honorius császár lakhelyét. Sarus egyben fivére volt annak a Sigerichnek, aki Athaulf halála után a gótok királya lett.

## Politikája
Athaulf az a barbár király volt, aki csodálta a római kultúrát, azonban a gótok egy radikális csoportja ellenezte a Rómával szembeni békés politikát. Orosius azt írta politikai elképzeléseiről, hogy "Erősen törekedett arra, hogy a római név eltörlésével az egész római területet gót birtokká tegye, és a gótok birodalmának nevezze el, vagyis Gothia legyen az, ami azelőtt Róma volt, és maga Athaulf az, aki azelőtt Caesar Augustus. Miután azonban többrendbeli tapasztalata bebizonyította, hogy sem a gótok nem élhetnek a római törvények alatt, sem az államban nem függeszthetők fel a törvények, amelyek nélkül nem állam az állam, úgy határozott, személyes dicsőségét abban keresi, hogy gót erőkkel helyreállítja és gyarapítja a római tekintélyt, és így az utókor előtt Róma helyreállítójaként (restituor orbis Romani) szerepel, ha már nem lehetett Róma újjászervezője. Ezért tartózkodik a háborútól, ezért törekszik a békére, különösen, mivel felesége, Placidia rábeszéléssel és tanácsaival jó elhatározásokra indítja."
Halálakor a nyugati gót királyság majdnem egész Hispániát és Gallia kétharmadát magában foglalta, és területe utódai alatt még tovább nőtt.